# Axel Andrae
Axel Andrae (* 1965 in Wolfen) ist ein deutscher Fagottist.

## Leben
Andrae erhielt bereits mit elf Jahren seinen ersten Fagottunterricht. Er studierte dann Fagott bei Werner Seltmann an der Hochschule für Musik „Felix Mendelssohn Bartholdy“ Leipzig. Seit 1988 wirkt er als Solo-Fagottist am heutigen MDR-Sinfonieorchester.
Als Solist arbeitete er u. a. mit Max Pommer, Tang Muhai, Christoph Poppen, Jun Märkl, Fabio Luisi, Bruno Weil, Rolf Gupta, Michala Petri und Maurice Steger zusammen.
Andraes besonderes Interesse gilt der Neuen Musik und der Interpretation Alter Musik auf historischen Instrumenten. Als Dulzian- und Barockfagottist und Mitglied mehrerer Spezialensembles, konzertierte er bereits in Polen, dem Vereinigten Königreich, in den Niederlanden, in Frankreich, Portugal, Spanien, in der Schweiz, in Japan und Italien. Er ist zudem Mitglied des MDR Bläserquintetts und des Ensembles Sortisatio.
Er spielte mehrere CDs ein, unter anderem mit Matthias Jung, Ludger Rémy und Hans-Christoph Rademann sowie der Cappella Sagittariana Dresden, der Batzdorfer Hofkapelle und der Berliner Barock-Compagney.

## Preise
- Preisträger beim Internationalen Wettbewerb Toulon (1988)
- Finalist des Internationalen Fernand Gillet-Hugo Fox Wettbewerbs der International Double Reed Society in Manchester (1989)
- Preisträger des Internationalen Instrumentalwettbewerbs Markneukirchen (1990)

## Diskographie
- 1995: Earle Brown: Synergy (Hat Art)
- 1997: Johann Sebastian Bach: Die Motetten (Philips Records)
- 1998: Bibliotheca Cygneana (Raumklang Records)
- 2003: Groupe Lacroix: 8 Pieces on Paul Klee (Creative Works Records)
- 2004: Ensemble Sortisatio (Querstand)
- 2009: Fleur de Lys – pour Maîtres de Danse I – III (The Brand)
- 2009: Jean-Luc Darbellay: A Portrait (Claves Records)